# Gian Luigi Rondi
Pour les articles homonymes, voir Rondi.
Gian Luigi Rondi, né le 10 décembre 1921 à Tirano dans la province de Sondrio (Lombardie) et mort à Rome le 22 septembre 2016, est un scénariste, réalisateur, écrivain et critique de cinéma italien.
Il a été membre du jury au Festival international du film de Moscou (12e et 15e,), aux 11e et 32e Festivals de Berlin, et à trois reprises au Festival de Cannes en 1963, 1967 et 1980.

## Biographie
Gian Luigi Rondi est né le 10 décembre 1921 à Tirano dans la province de Sondrio. En 1925, alors âgé de quatre ans, il déménage avec sa famille à Gênes, puis en 1935 à Rome, où il achève des études de droit à l'université de Rome « La Sapienza ». En 1945, il obtient son diplôme et est engagé comme journaliste à la Voce operaia puis dirige le magazine Teatro et travaille avec Silvio D'Amico à la rédaction de l'Enciclopedia dello Spettacolo couvrant le théâtre et le cinéma en Italie.
Les années suivantes, Rondi devient un critique de cinéma réputé en Italie et collabore avec Il Tempo mais aussi avec des journaux français et belges. En 1949, il est nommé pour la première fois au jury du Festival du Film de Venise. En 1950, il participe aux rubriques radio spécialisées à la RAI.
Dans les années 1950, Rondi travaille comme scénariste et réalisateur, mais sa principale activité reste la critique de films. Il a été membre des jurys de tous les grands festivals de cinéma européen et a dirigé à Venise et Sorrento, le Incontri Internazionali di Cinema. En 1970, il fonde le Festival delle Nazioni. En 1993-1997, il est président de la Biennale de Venise.
À partir de 1981 il est président de l'organisation qui remet le prix David di Donatello.
Gian Luigi Rondi a publié de nombreux écrits et a souvent été récompensé avec les honneurs, comme Grande-Croix de l'Ordre du Mérite de la République italienne, l'Ordre du Mérite de la République fédérale d'Allemagne et de la Légion d'honneur française.
Il est le frère du scénariste et réalisateur Brunello Rondi.

## Filmographie partielle
- 1952 : Les Belles de nuit de René Clair (crédité seulement sur la version italienne)
- 1956 : Le Muchacho (Mi tío Jacinto) de Ladislas Vajda
- 1957 : Un ange est passé sur la ville (Un angelo è sceso a Brooklyn) de Ladislao Vajda
- 1963 : L'Italia è di moda de Gian Luigi Rondi

## Publications (liste partielle)
- (it) Quaderni della Mostra di Venezia, 1951.
- (it) Cinema italiano oggi, éd. Bestelli, 1952 et 1966.
- (it) La Regia, éd ERI, 1955.
- (it) Renoir, éd. RAI, 1970.
- (it) Sette domande a quarantanove registi, éd. SEI, 1975.
- (it) Il cinema dei maestri, éd. Rusconi, 1980.
- (it) Un lungo viaggio éd. Le Monnier, 1998.
- (it) Prima delle Prime, éd. Bulzoni, 1998.
- (it) Kurosawa, Bergman e gli altri, parte I – parte II, éd. Le Monnier, 2000.
- (it) Un lungo viaggio 2, éd. Le Monnier, 2001.
- (it) Rondi visto da vicino, conversations avec Simone Casavecchia, quarante planches photographiques, éd. Sabinae, 2008.
- (it) Immagini del cinema viste da Gian Luigi Rondi, une entrevue avec Gina Lollobrigida et un témoignage de Paolo et Vittorio Taviani, un cours de Simone Casavecchia, San Marino Film Festival, éd. Sabinae, 2013.
- (it) Tutto il cinema in 100 (e più) lettere, préface de Walter Veltroni ; 1er volume Gli italiani, 2e volume Gli stranieri (2016) ; Centro Sperimentale di Cinematografia , éd. Sabinae, 2015.
- (it) Le mie vite allo specchio. Diari 1947-1997, éd. Sabinae, 2016.
- (it) Storie di cinema. Cinquantotto voci dal set, un cours de Tiziana Provvidera, Nino Aragno Editore, Turin, 2016.